# 13018 Джеффджеймс
13018 Джеффджеймс (13018 Geoffjames) — астероїд головного поясу, відкритий 10 квітня 1988 року.
Тіссеранів параметр щодо Юпітера — 3,358.